# SN 1998cl
SN 1998cl – supernowa typu Ia odkryta 3 czerwca 1998 roku w galaktyce Mrk261. W momencie odkrycia miała maksymalną jasność 17,00m.